# أحمر أو ميت
أحمر أو ميت هي رواية للكاتب البريطاني ديفيد بيس. يورد تفاصيل فترة بيل شانكلي كمدير لنادي ليفربول لكرة القدم من تعيينه في عام 1959 إلى استقالته غير المتوقعة في عام 1974. تم وضع الرواية في القائمة المختصرة لجائزة جولدسميث لعام 2013.